# Castellanos (Zamora)
Castellanos es una localidad sanabresa perteneciente al municipio de Puebla de Sanabria, en la provincia de Zamora (España).

## Etimología
Su etimología hace referencia al origen de sus pobladores allá por el año 980.

## Historia
Castellanos fue fundado en la Edad Media, cuando quedó integrado en el Reino de León, siendo sus primeros pobladores originarios del Condado de Castilla, hecho debido al cual dieron a la localidad el nombre del gentilicio de su tierra de origen.
Posteriormente, en la Edad Moderna, Castellanos fue una de las localidades que se integraron en la provincia de las Tierras del Conde de Benavente y dentro de esta en la receptoría de Sanabria. No obstante, al reestructurarse las provincias y crearse las actuales en 1833, la localidad pasó a formar parte de la provincia de Zamora, dentro de la Región Leonesa, quedando integrado en 1834 en el partido judicial de Puebla de Sanabria.
En torno a 1850, el antiguo municipio de Castellanos se integró en el de Robleda-Cervantes, si bien en 1973 se separó de éste para agregarse al de Puebla de Sanabria.

## Paisaje
Ofrece un agradable paisaje de robles, cruzado por el río Tera.

## Fiestas
Sus fiestas patronales están dedicadas a La Asunción y a San Roque, los días 15 y 16 de agosto.